# Отруєння ртуттю
Отру́єння рту́ттю — розлади здоров'я, пов'язані з надлишковим надходженням парів чи сполук ртуті в організм, що можуть призвести до летальних наслідків.

## Історія
Токсичні властивості ртуті відомі з глибокої давнини.
Сполуки ртуті — кіновар, каломель і сулема — застосовувались для різних цілей, в тому числі і як отрута. З давніх часів відома також і металева ртуть, хоча її токсичність спочатку сильно недооцінювалась.
Ртуть та її сполуки почали особливо широко застосовуватись у Середньовіччі, зокрема, під час виробництва золота і срібних дзеркал (за допомогою амальгам), а також під час виготовлення повсті для капелюхів, що спричинило потік нових, уже професійних отруєнь. Хронічне отруєння ртуттю у той час називали «хвороба старого капелюшника». Використовувалась ртуть і в антисептичних цілях, і навіть для навмисного отруєння.

### Техногенні джерела ртуті

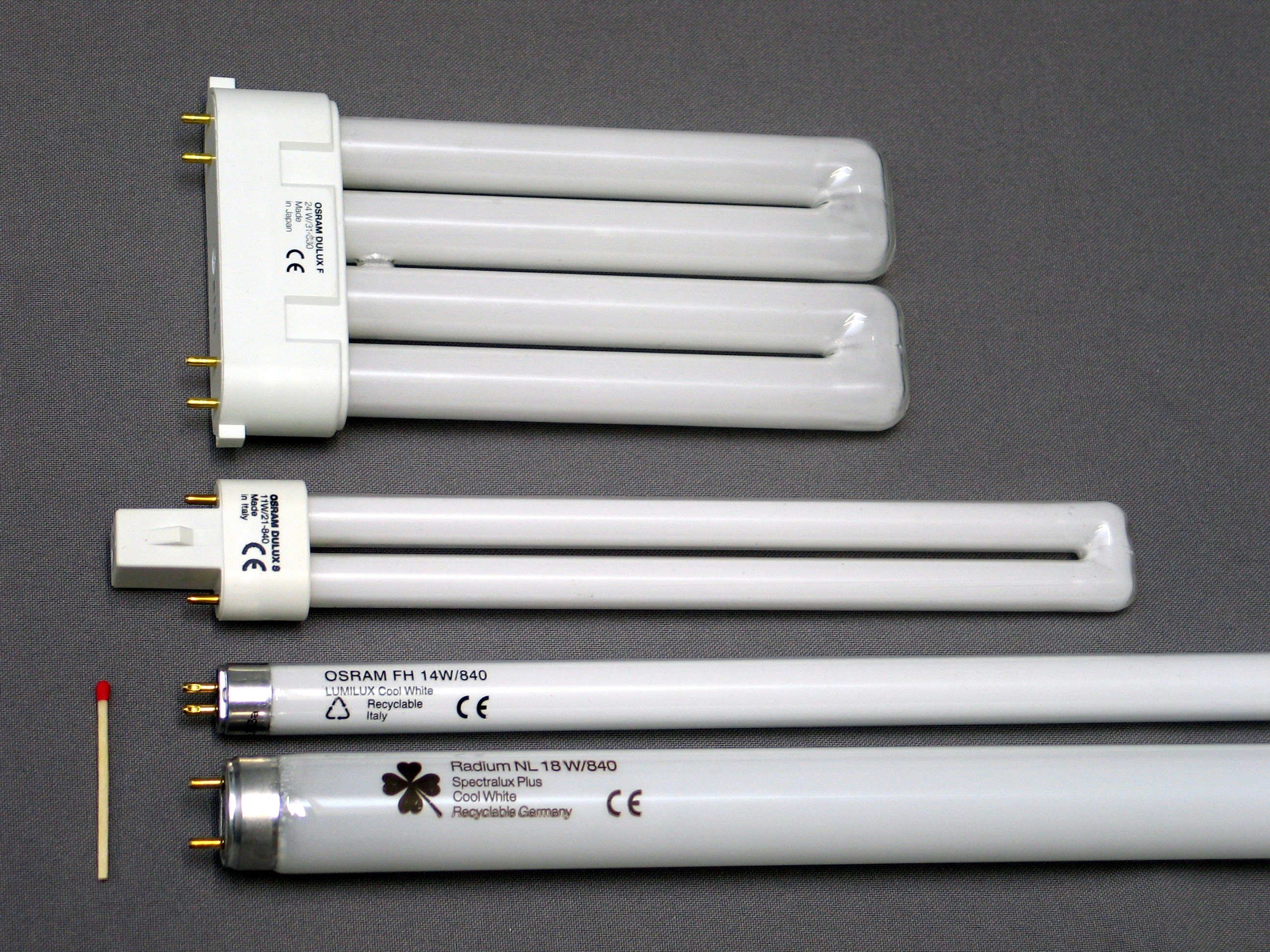
Люмінесцентні газорозрядні лампи можуть містити від 1 до 70 мг ртуті